# 欽州街

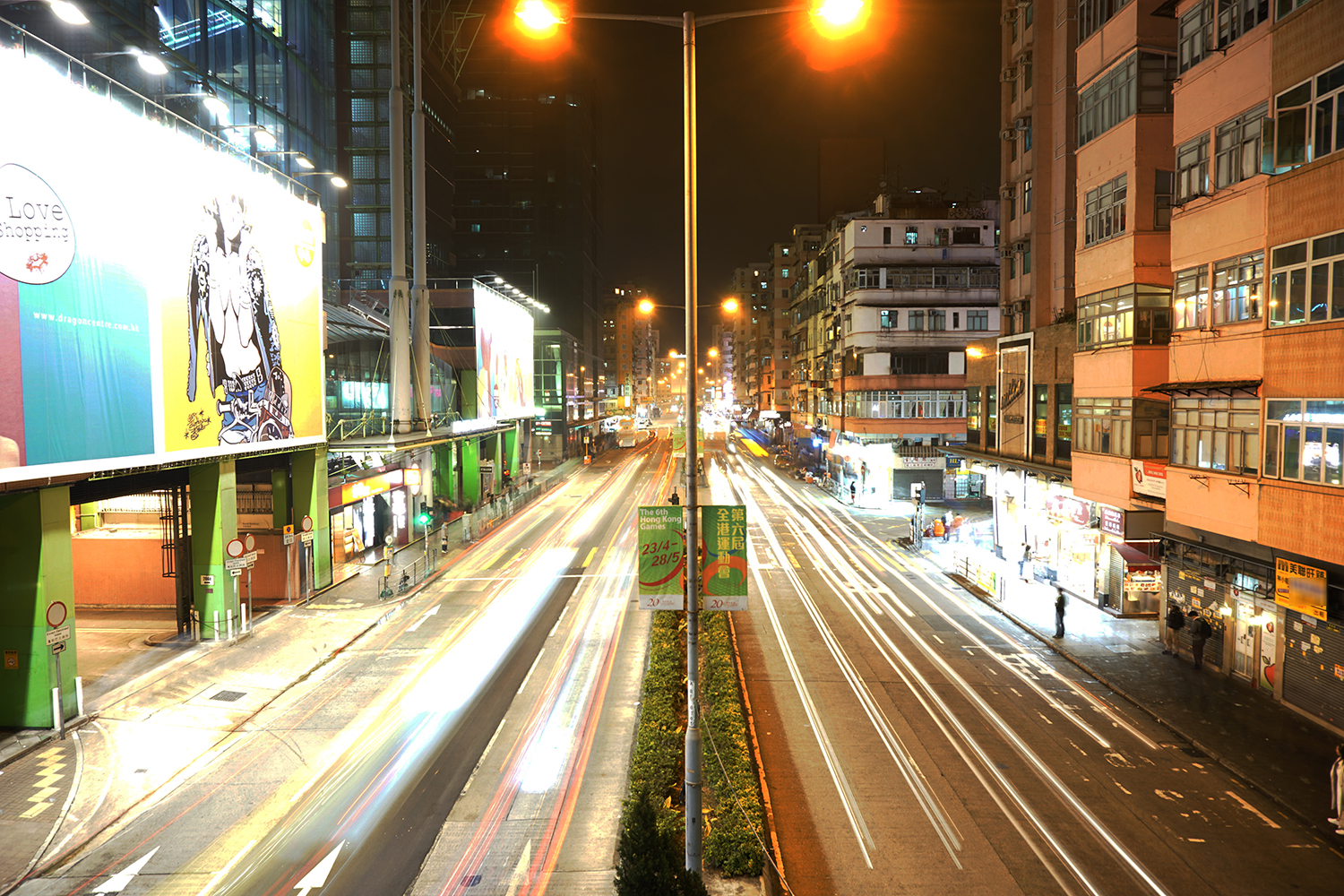
欽州街北段

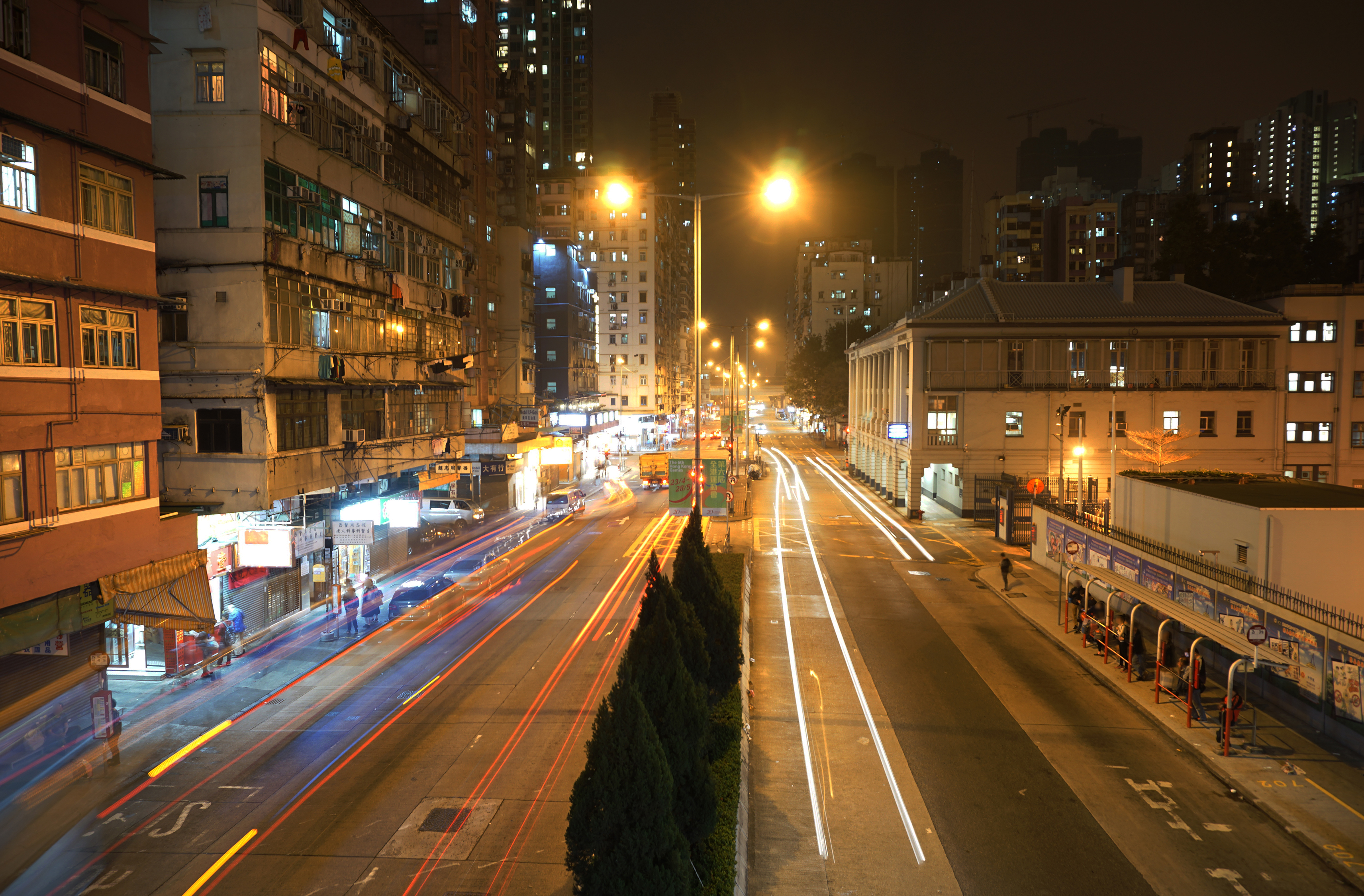
欽州街南段

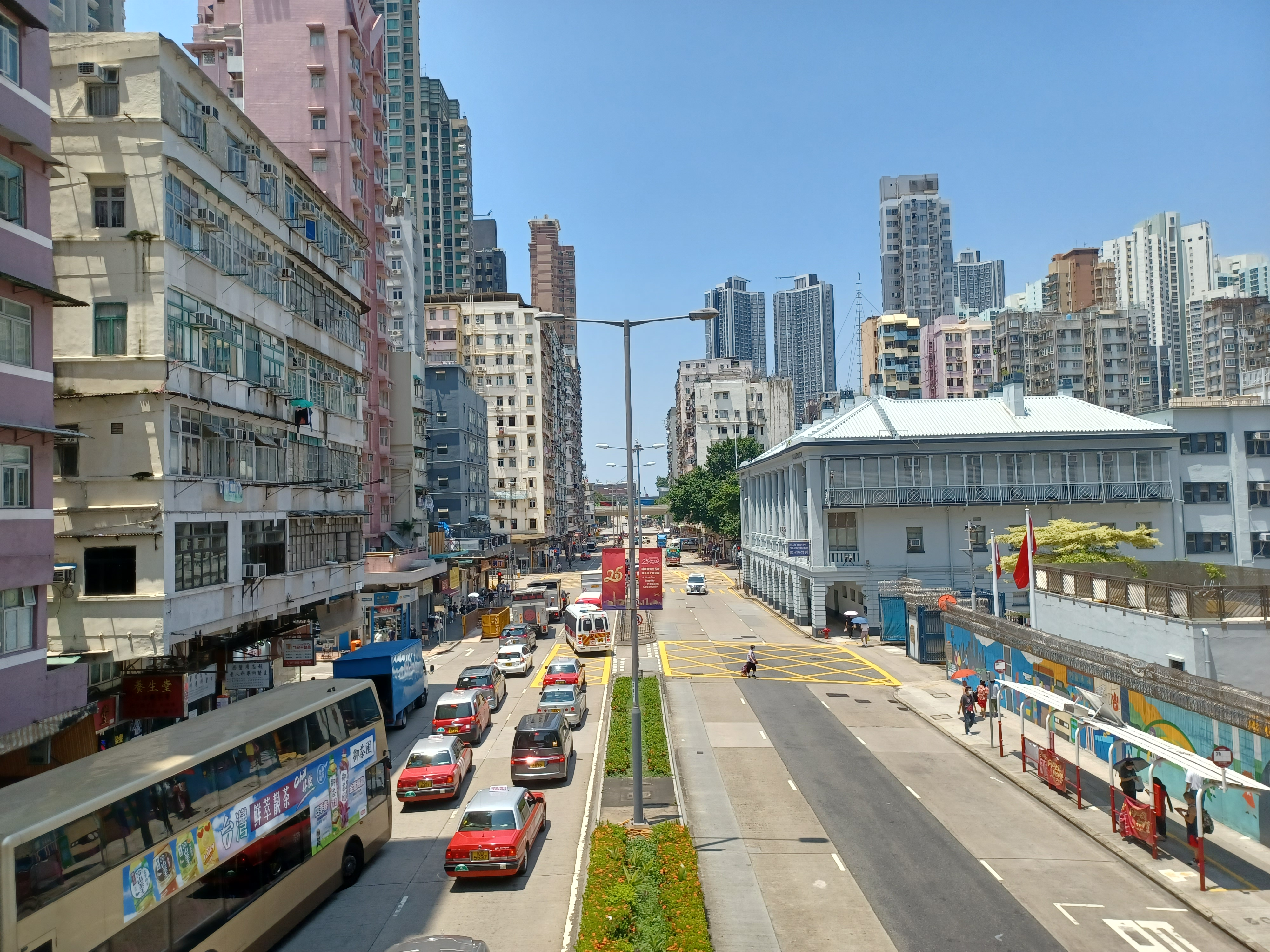
欽州街南段日景

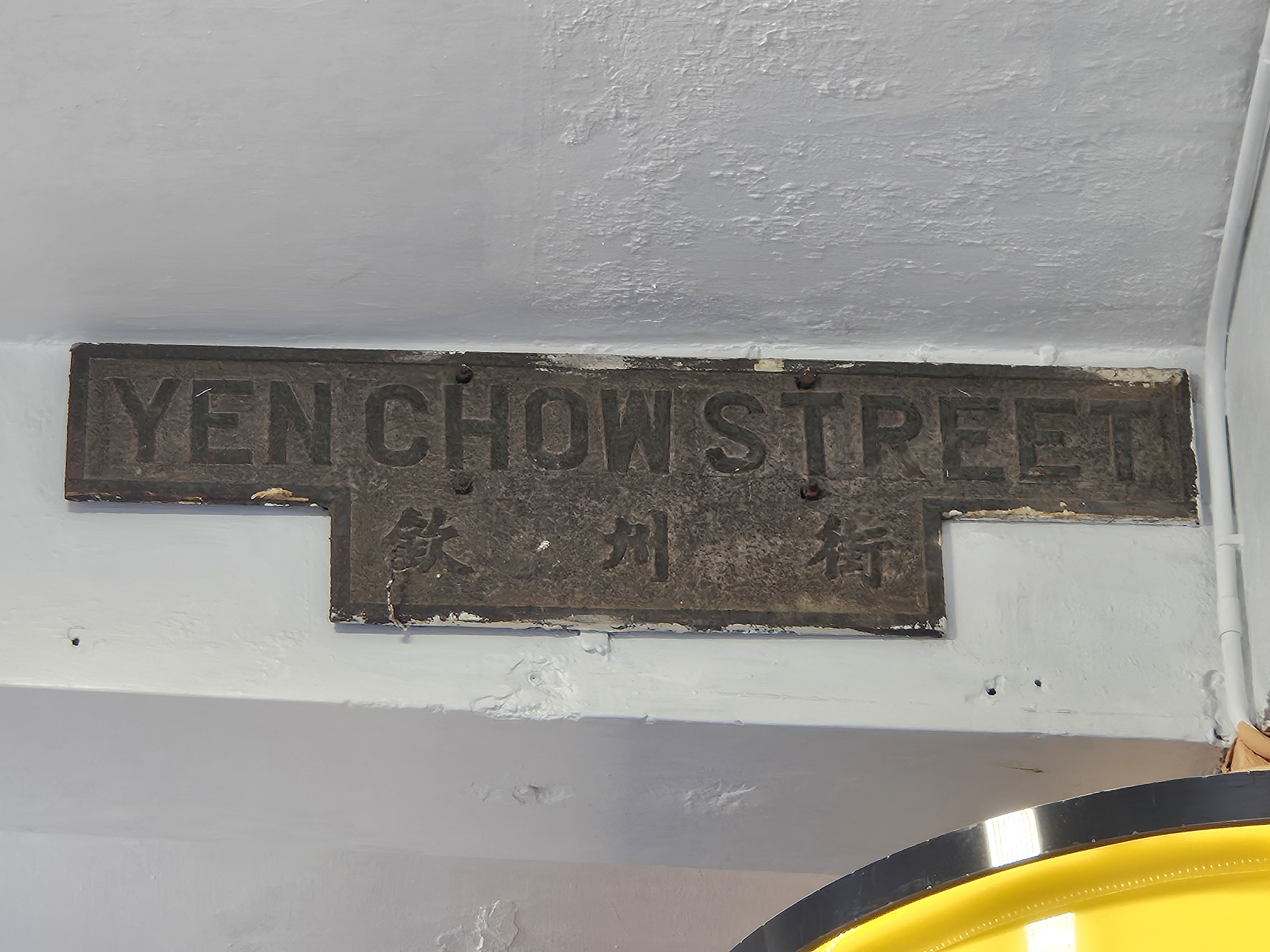
欽州街方角T型街牌

欽州街（英語：Yen Chow Street）是香港九龍深水埗的一條街道，由通州街及欽州街西交界為起點，向東北方至青山道及九龍道交界為終點。街道名稱取自廣西的欽州市（命名時屬廣東下四府）。此街道最寬闊的一段分隔行車道提供六線雙向行車。
1990年代前，欽州街道盡頭曾設的深水埗碼頭，渡輪航線發展蓬勃，配合陸路交通工具接駁，成為昔日區內的交通要塞。

## 西九龍填海計劃
深水埗區多條街道在西九龍填海計劃後被延長，當中包括欽州街、東京街、發祥街及興華街，由於這四條街道的門牌號碼是從海旁向內陸順序排列，因此，填海後的街道延伸段，在本來的名稱後被加上「西」字（West），方便編排門牌號碼外，亦能夠帶出新路段在舊路段的哪一方。香港其他地方也有街道以相同原因，把延伸路段以同一方法命名，例子有尖沙咀「柯士甸道西」、紅磡「暢通道南」、西營盤「干諾道西」、「德輔道西」、「東邊街北」等。
上世紀90年代的填海工程，最先進行的是欽州街盡頭的深水埗碼頭公共交通總站對開，原因是盡早把原位於荔枝角道一帶的長沙灣副食品批發市場（下稱「市場」）遷到這片新填地上，方便水路運輸。
1993年，批發市場及其道路落成，當時進出批發市場必須駛經東京街延伸段，接駁現時批發市場的出口。車輛進入時，先經過一段向東南方的道路，繼而右轉向西南方的道路，才能到達批發市場的入口。時至今日，「東京街延伸段」已經消失，「向東南方的道路」現已成為車輛離開市場的必經之路，而「向西南方的道路」便是今天的欽州街西。

### 欽州街西
欽州街西是由兩段互不相通的道路組成。首段起點位於欽州街和昌新里交界（即昔日通往深水埗碼頭公共交通總站的通道），盡頭在其西南方，與連翔道南行線連接；次段起點則在連翔道北行線，至漁農自然護理署轄下的長沙灣副食品批發市場及魚類統營處轄下的長沙灣魚市場車輛入口為止。至於兩段路為何沒有連接起來，大概因為兩段路中間有港鐵路軌和西九龍公路，車輛若要駛經整條欽州街西，也可以利用不遠處的東京街交匯處或太子道交匯處前往。欽州街西的首段主要為市民提供通勤運輸接駁，次段則是以貨物運輸為主，由於用途明顯不同，兩段路不相連也可這樣解讀。
在欽州街西次段分支的欽明路，並是鄰近貨倉的通道，行人可以利用此路步行到大角咀海帆道，兩條道路的交界便是深水埗區和油尖旺區的分界線。
欽州街西不准紅色小巴進入，理論上只可到昌新里掉頭，返回欽州街。

## 交匯道路

### 欽州街
- 青山道
- 元州街
- 福榮街
- 福華街
- 長沙灣道
- 鴨寮街
- 汝州街
- 基隆街
- 大南街
- 荔枝角道
- 醫局街
- 海壇街
- 通州街

### 欽州街西
- 昌新里
- 西邨路
- 深旺道
- 連翔道

## 沿線建築物

### 欽州街
- 深水埗警署
- 欽州街小販市場
- 西九龍中心
- 深水埗（欽州街）巴士總站
- 長沙灣政府合署
- 高登電腦中心
- 黃金電腦商場
- 欽州街51及53號的唐樓（2011年9月2日列為一級歷史建築）

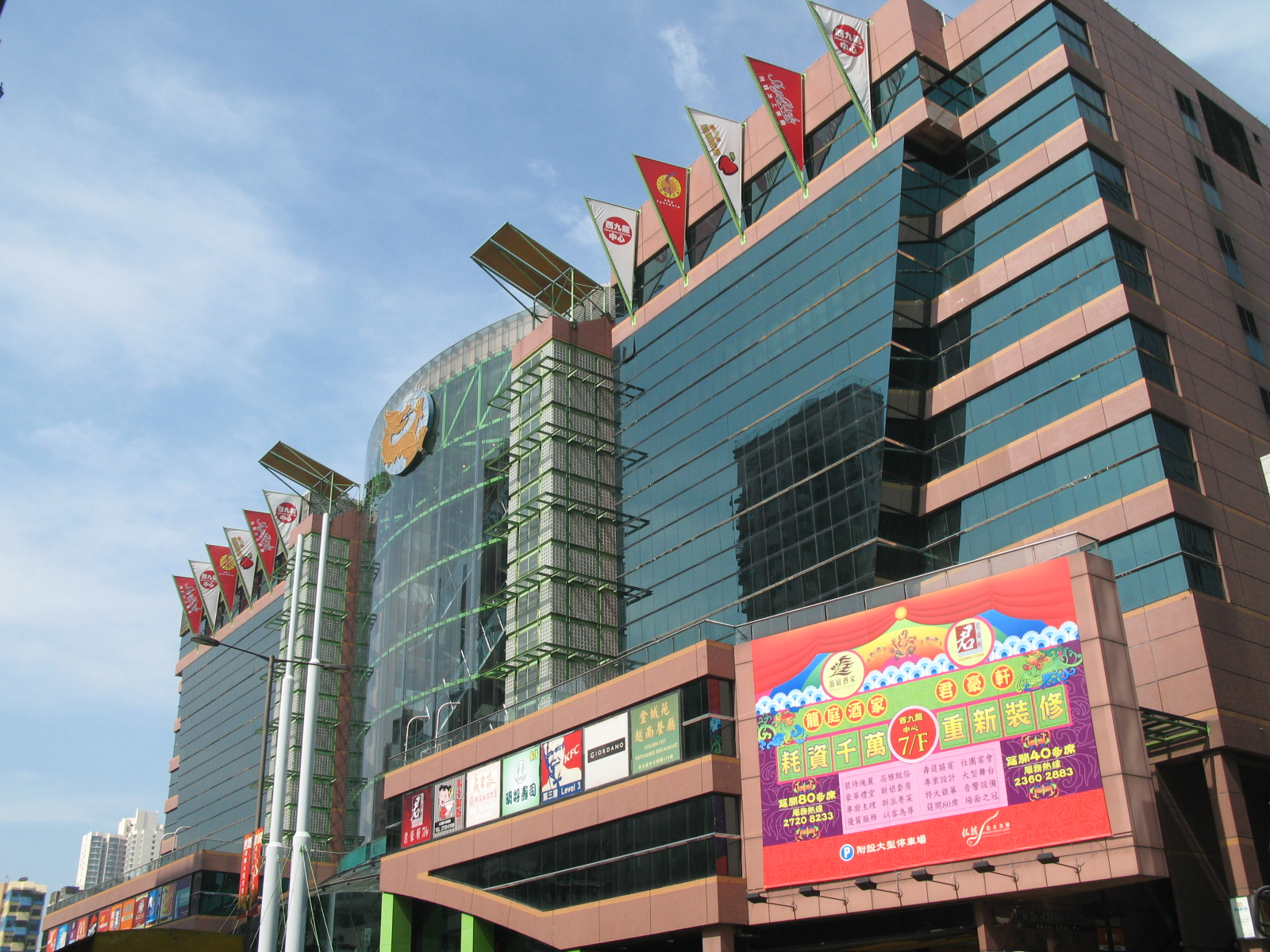
西九龍中心是深水埗區內主要購物商場
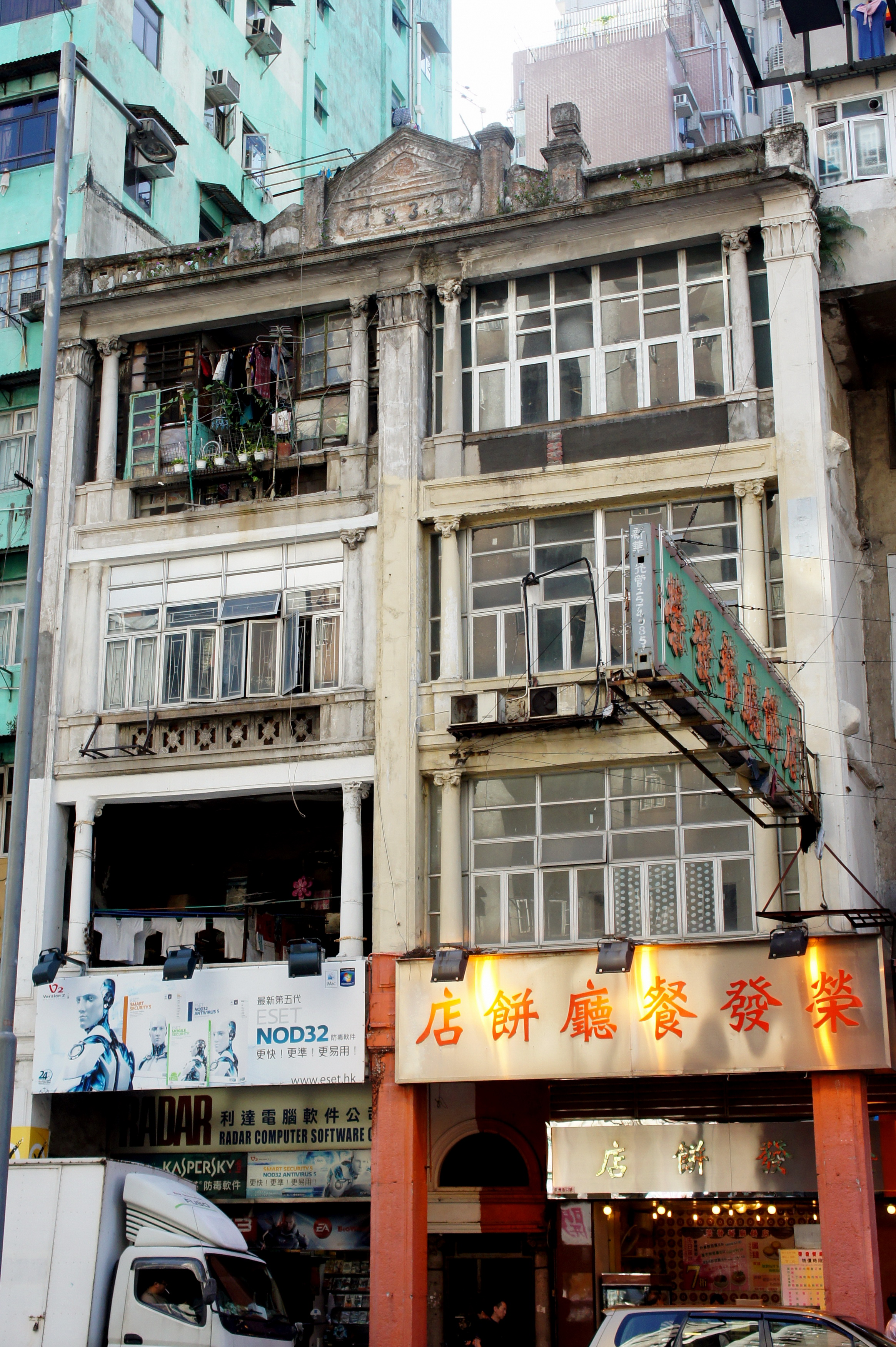
欽州街51及53號的3層高唐樓，兩幢樓宇頂部刻有落成年份1932年的三角石匾
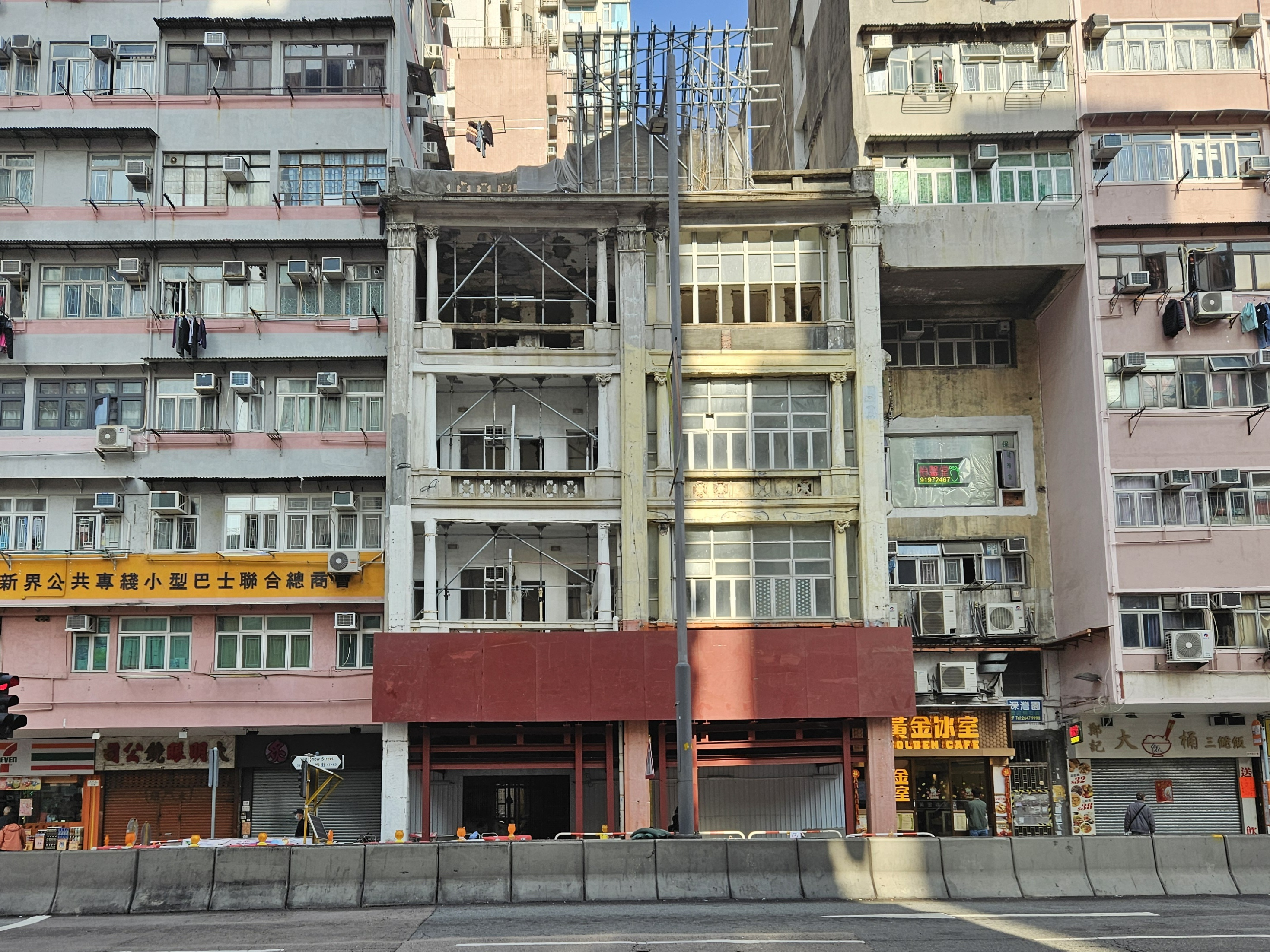
欽州街51及53號（2024年2月）
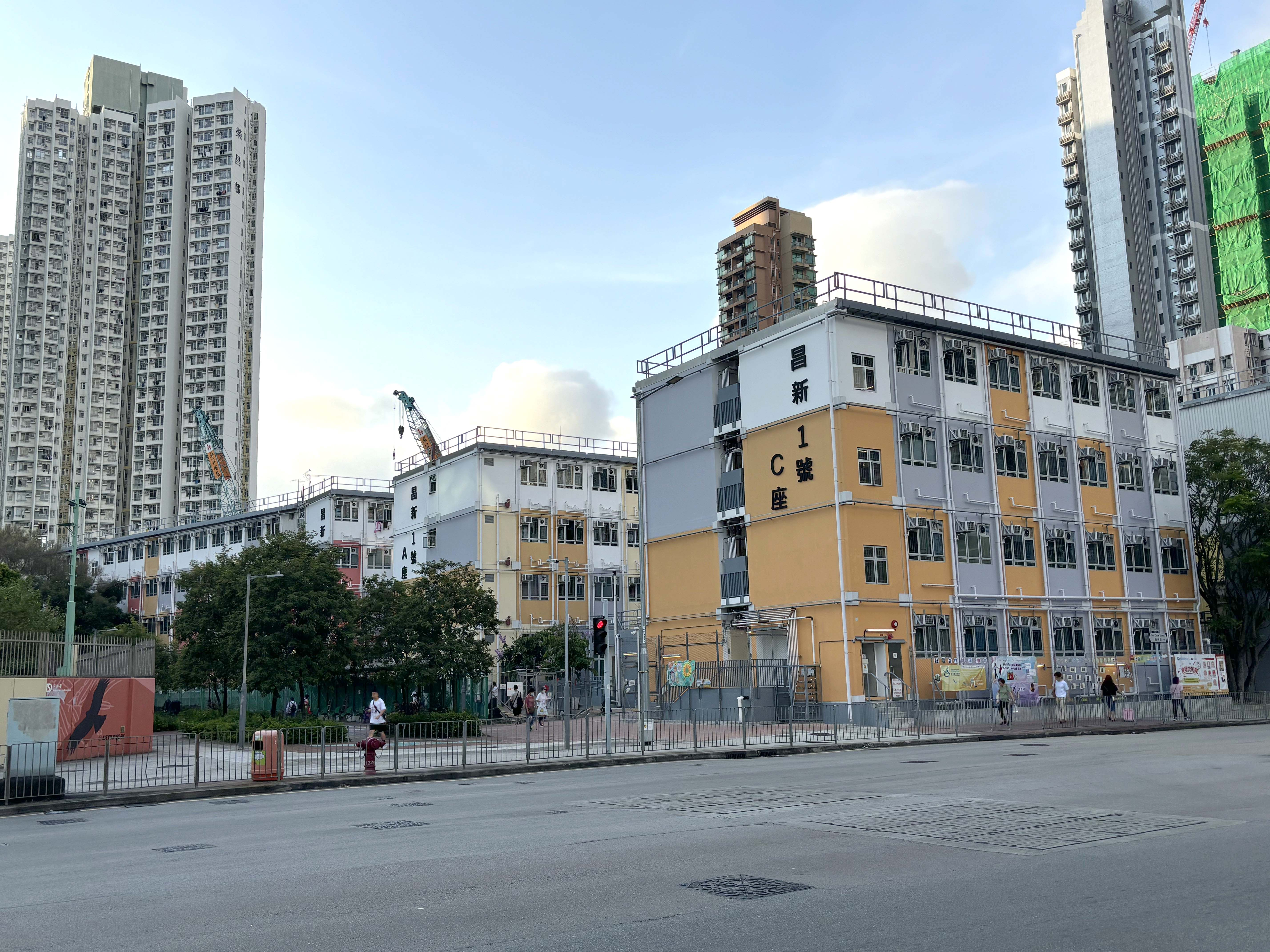
香港社會服務聯會轄下「昌新一號」過渡性房屋
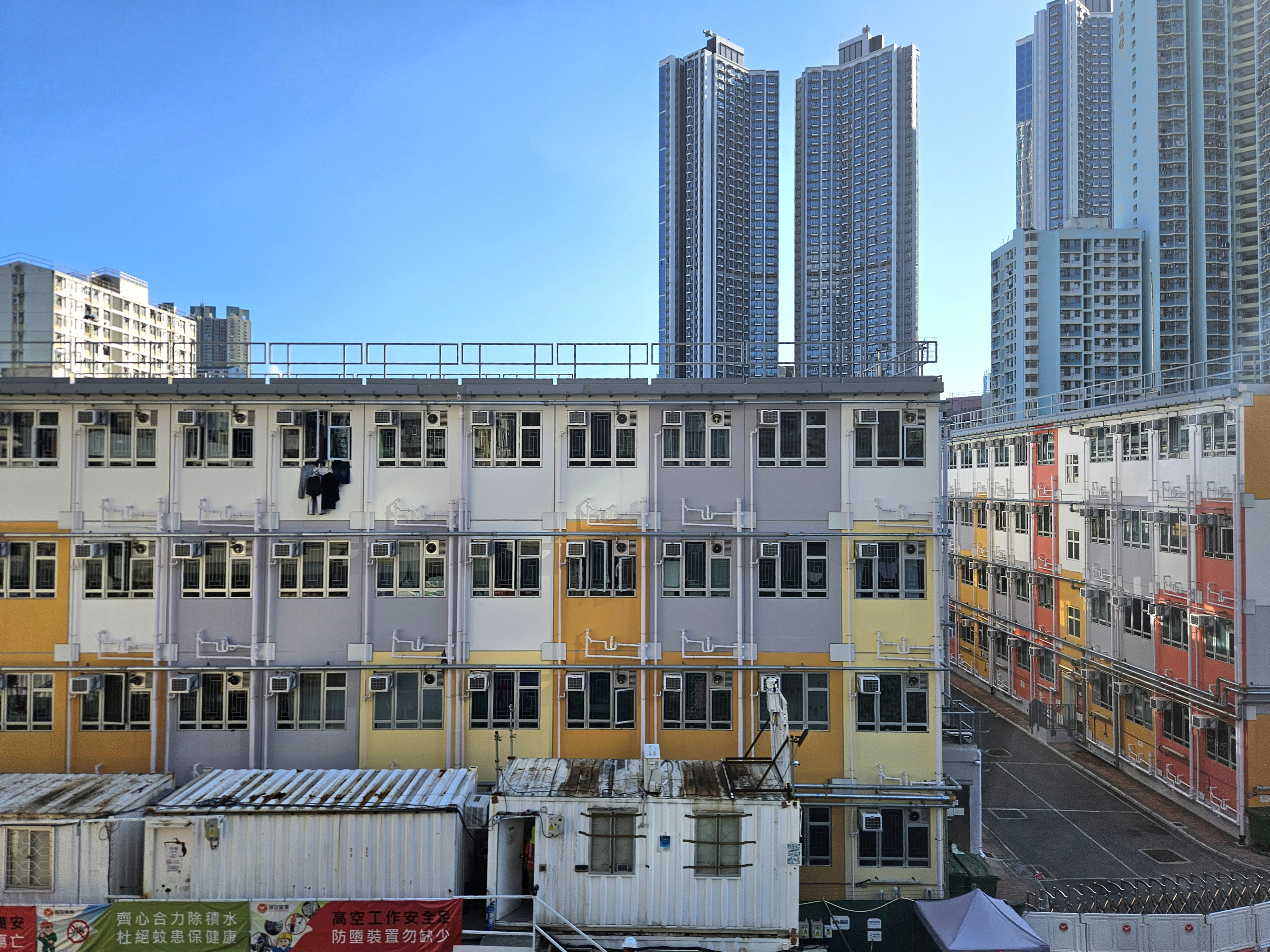
昌新一號

### 欽州街西
- 南昌邨（昌新里3號）
- 富昌邨及南昌薈（西邨路19號）
- V Walk及匯璽（深旺道28號）
- 港鐵屯馬綫、東涌綫及機場快綫
- 長沙灣副食品批發市場及長沙灣魚市場
- 潤發大廈（華潤物流）（欽州街西89號）
- 食物環境衛生署南昌車廠

## 公共交通
22°19′53″N 114°09′39″E / 22.33128°N 114.16089°E